# Bikaner
Bikaner is een stad in de Indiase deelstaat Rajasthan, in het gelijknamige district Bikaner. De stad heeft 529.007 inwoners (2001).

## Historie
Bikaner is gesticht in 1488 na Chr. door de Rathar-prins Rao Bikaji, een van de 5 nakomelingen van Rao Jodhaji. Rao Jodhaji was de stichter van Jodhpur (1459 na Chr.). Het was toen nog een onherbergzaam gebied, maar lag wel op de oude karavaanroute, komende vanuit West-Centraal-Azië.

## Festivals
- Karni Mata fair
- Gangaur
- Kapil Muni fair
- Kamelenfestival: elk jaar in januari wordt er een kamelenfestival georganiseerd. Er zijn diverse culturele activiteiten, zoals dansvoorstellingen.
- Aksaye Tritya of "AKKHA TEEJ": Dit festival wordt gevierd op de dag dat Bikaner werd opgericht.

## Bezienswaardigheden (in Bikaner)
- Junagarh-fort
- Lalgarh-paleis
- Raj Ratan Bihariand Rasik Siromani Tempel
- Laxminath-tempel
- Bhandasar Jain-tempel
- Ganga gouden jubileummuseum
- Rajasthan staatsarchieven
- Kodamdesar Bhairav
- Punrasar-tempel
- Baldeo-plaza
- Mukam-tempel

## Bezienswaardigheden (in de buurt van Bikaner)
- Shiv Bari-tempel
- Kamelenonderzoeksboerderij
- Devi Kund Sagar
- Kolayat
- Karni Matatempel (rattentempel in Desnoke)
- Gajner Wildlife Sanctuary
- Kalibangan
- Laxmi Niwas-paleis

## Bereikbaarheid
- Per vliegtuig:
Het dichtstbijzijnde vliegveld is Jodhpur, op 253 km afstand.
- Per trein:
Bikaner is verbonden met Delhi, Jaipur, Jodhpur, Bhatinda, Kalka en Haora (Calcutta).
Enkele belangrijke spoorverbindingen zijn:
  - Kalka Expres (Bikaner-Jodhpur)
  - Bikaner Expres (Delhi-Sarai-Bikaner)
  - Chetak Expres (Delhi-Rohilla-Bikaner)
- Per auto:
De afstanden tot andere steden zijn:
  - Delhi: 456 km
  - Jaipur: 334 km
  - Jaisailmer: 333 km
  - Udaipur: 506 km

## Galerij

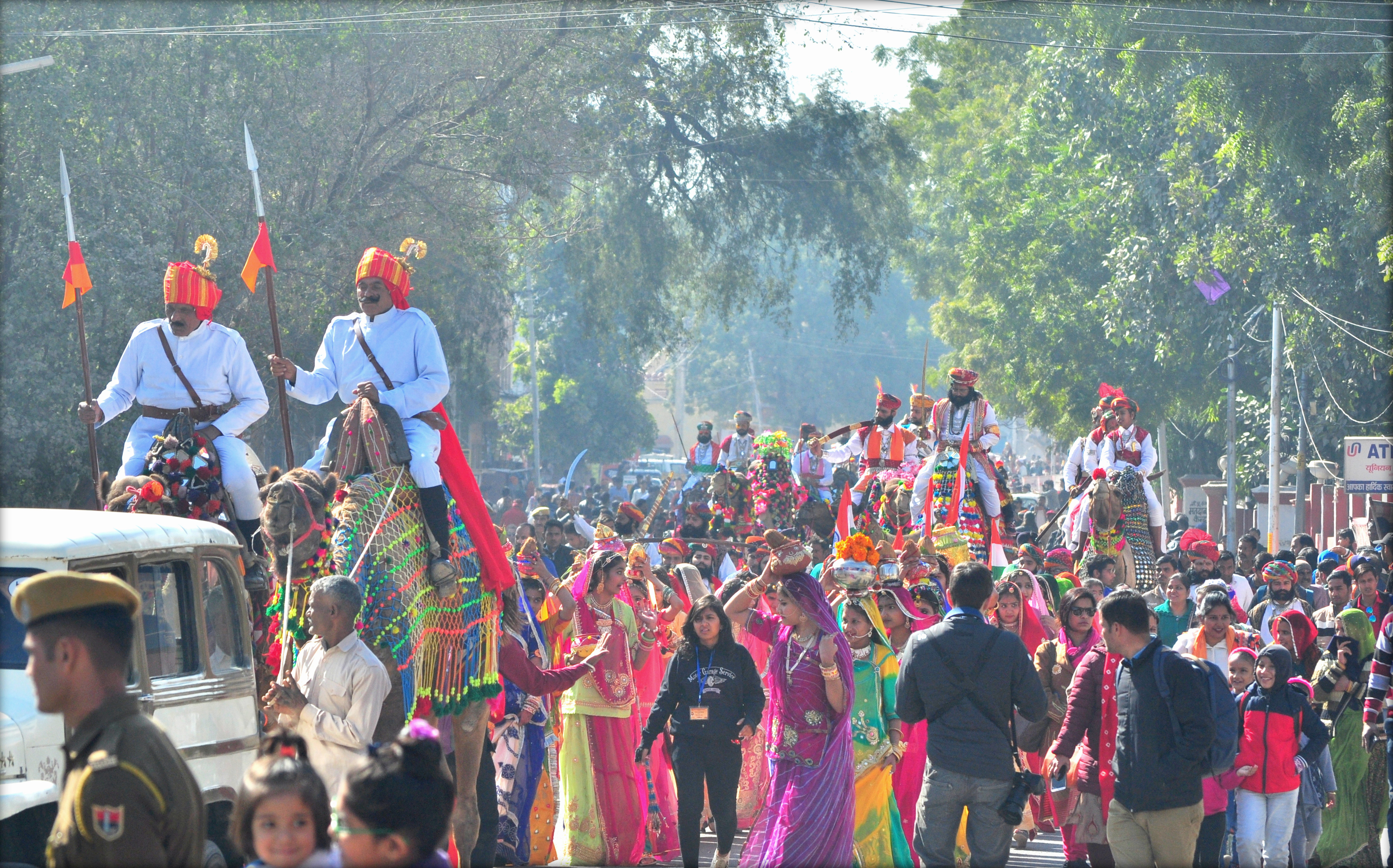
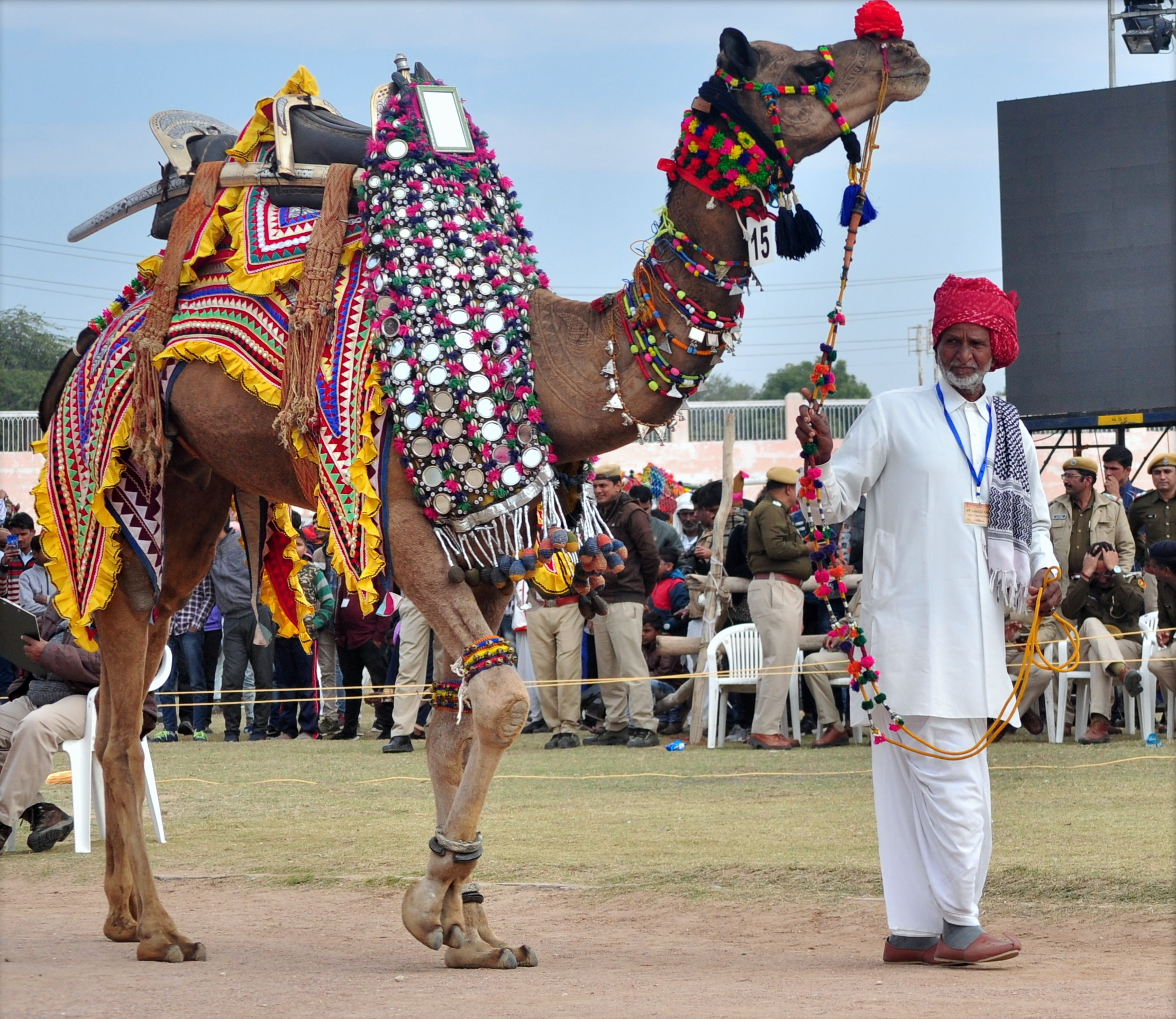
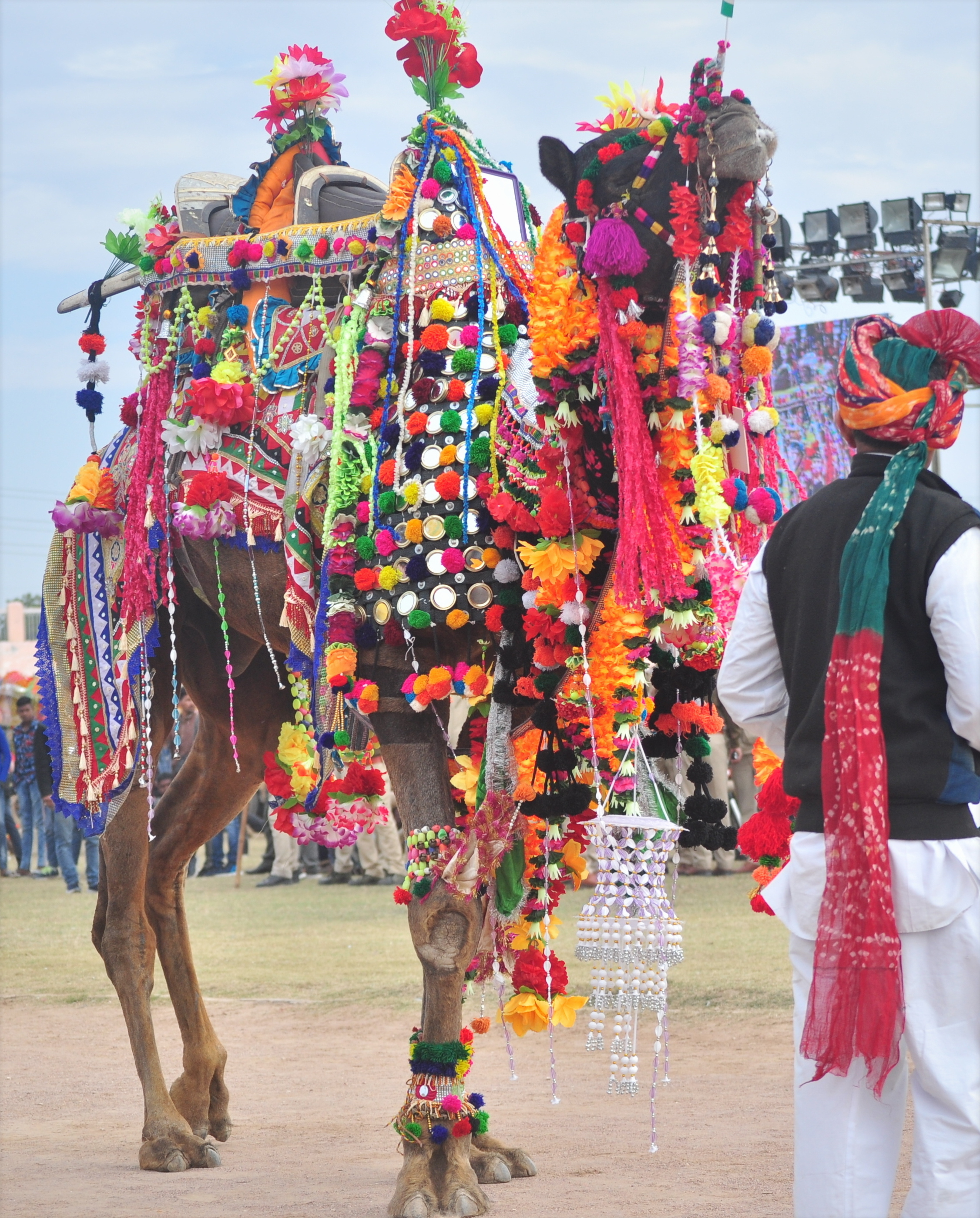
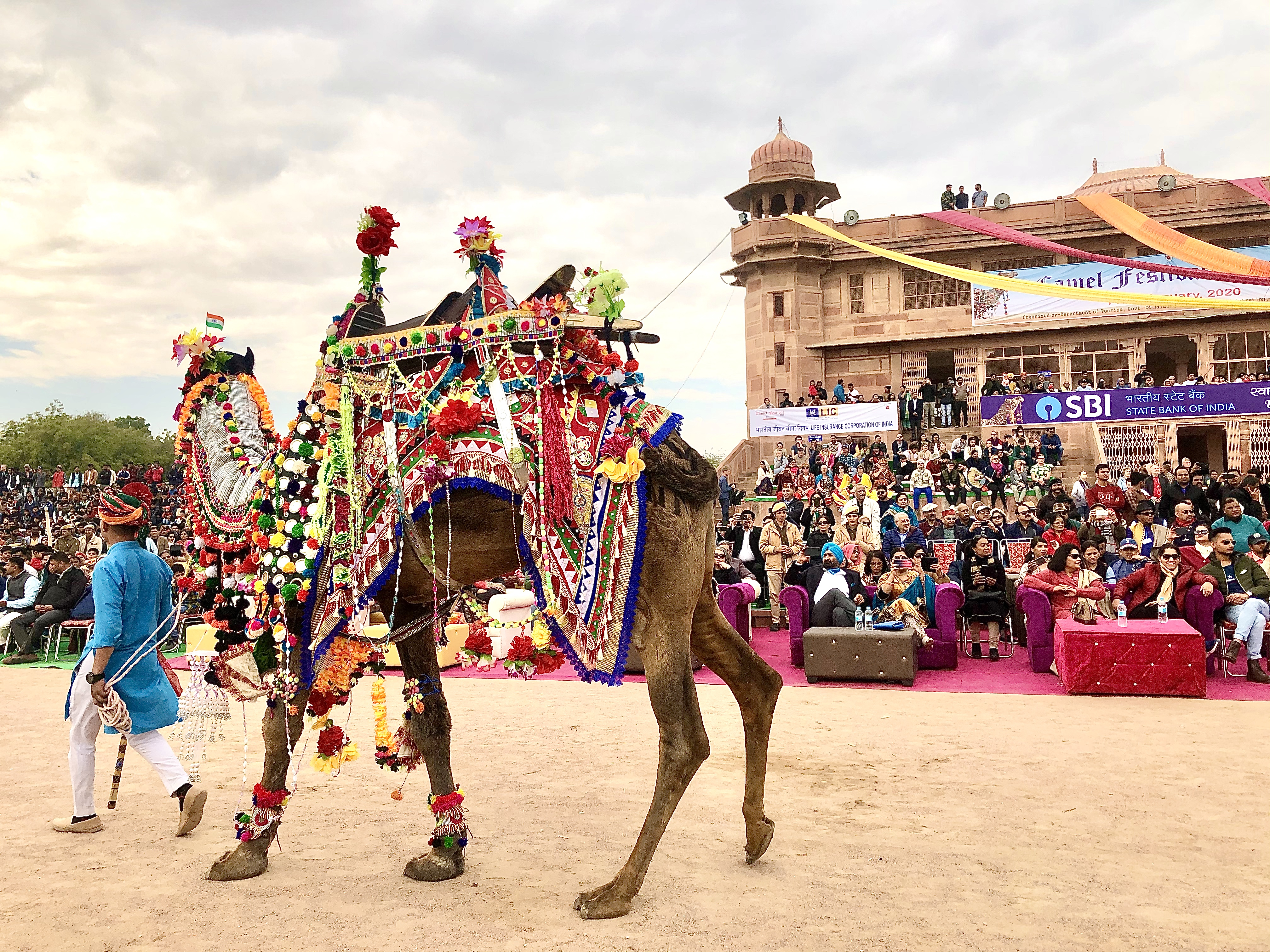
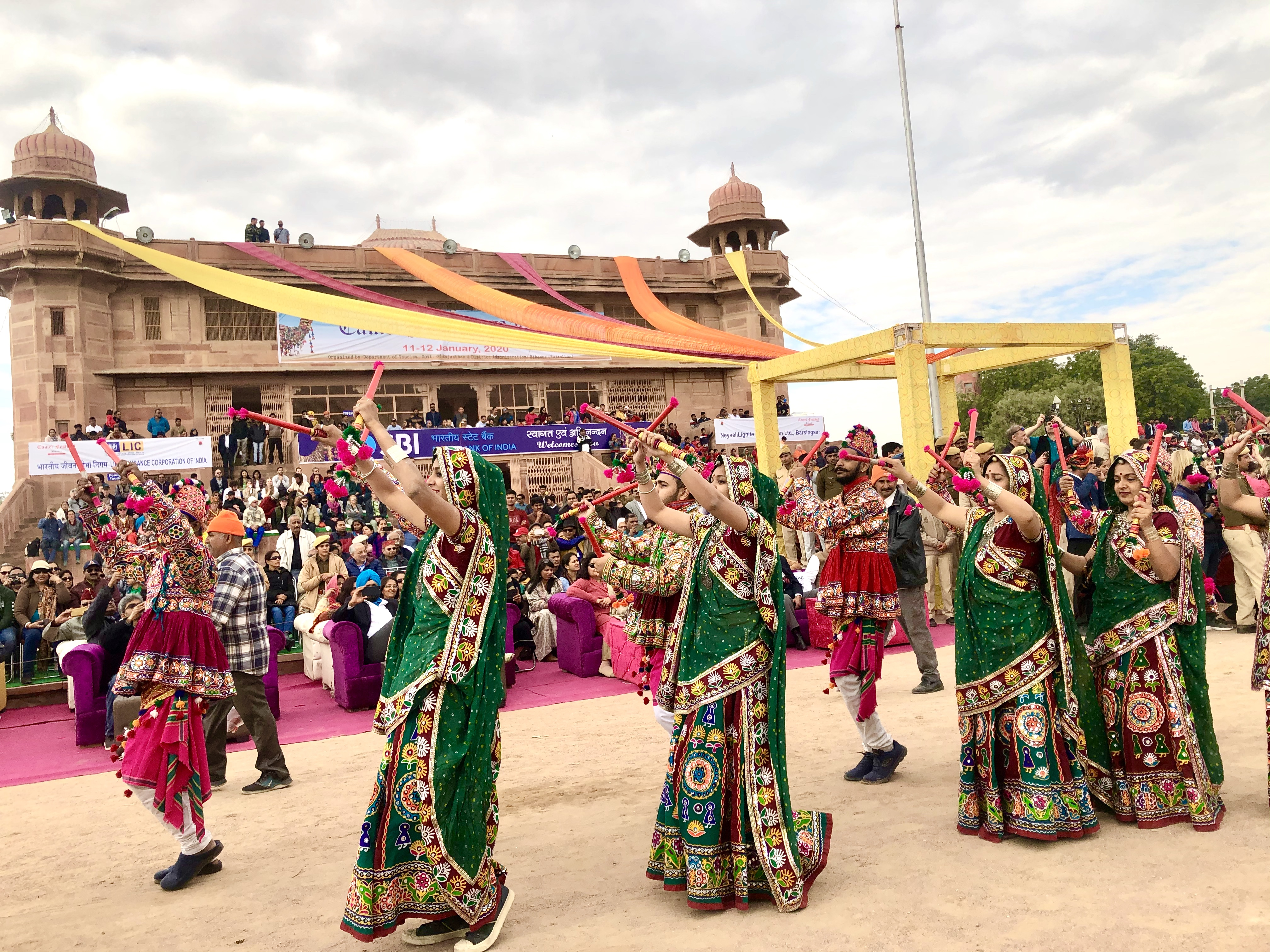
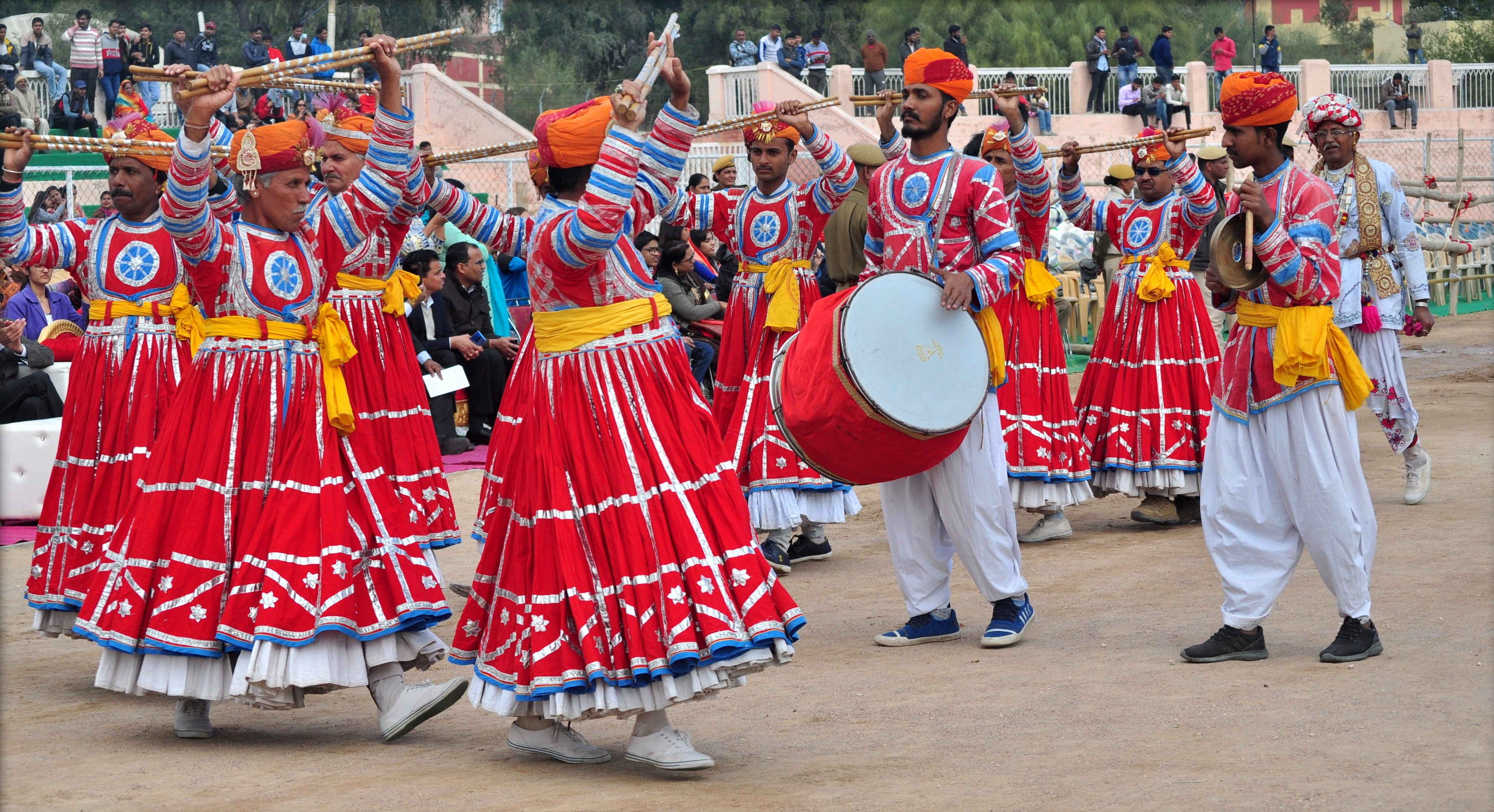

## Klimaat
De regenval is tussen 26 en 44 cm per jaar.
De temperatuur in de zomer is tussen 28,0°C en 41,8°C, en in de winter tussen 5,0°C en 23,2°C.

## Bekende inwoners van Bikaner

### Geboren
- Sandeep Acharya (1984-2013), zanger